# Moy
Moy (irsky Abhainn na Muaidhe, anglicky River Moy) je řeka v hrabstvích Mayo a Sligo v Connachtu v Irsku. Je dlouhá 110 km.

## Průběh toku

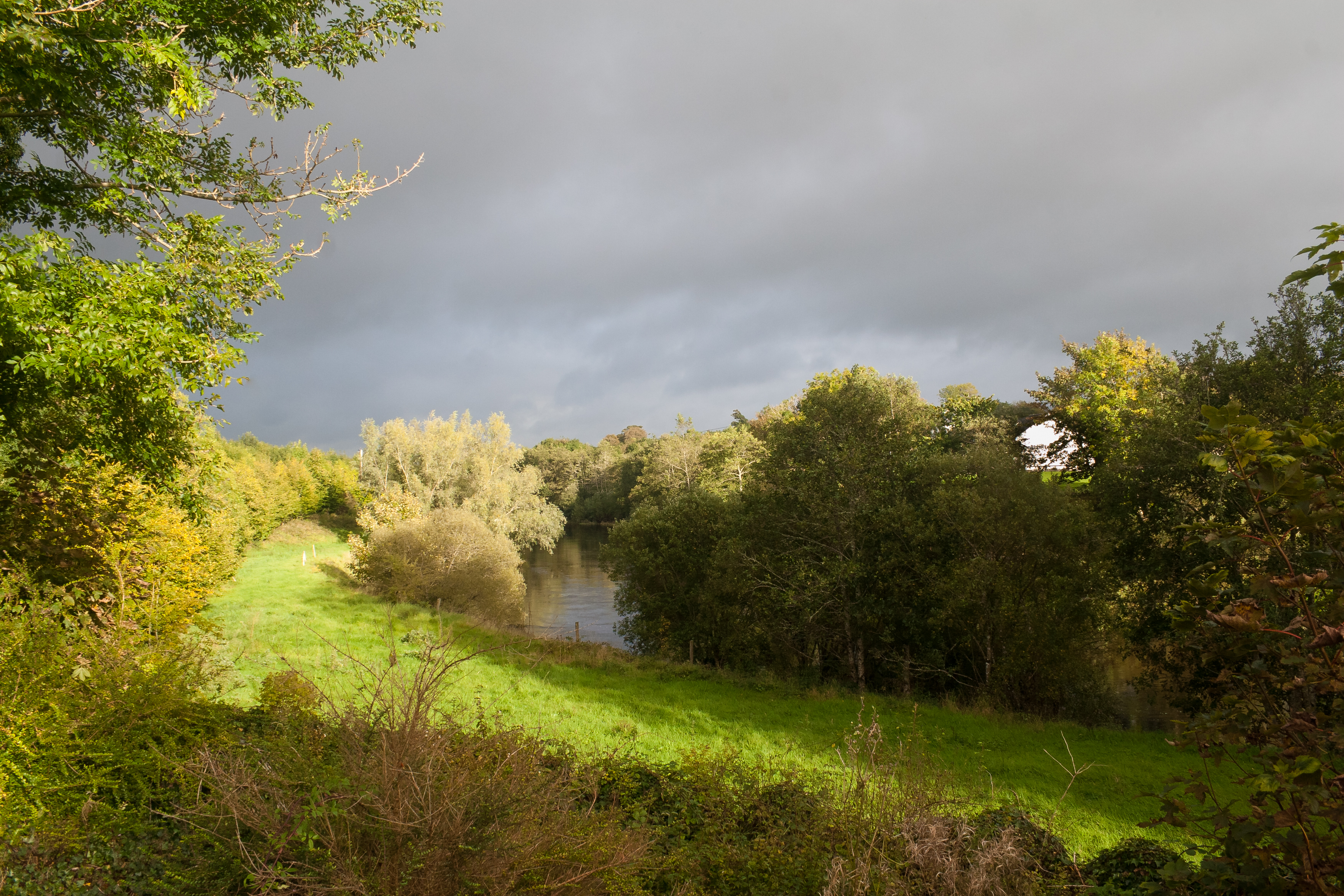
Řeka v Banadě v hrabství Sligo

Pramení na úpatí pohoří Ox na severozápadě Irska v hrabství Sligo. Převážná část toku míří na jihozápad. Vtéká do hrabství Mayo, kde míjí v nevelké vzdálenosti Swinford a pak se otáčí na sever u vesnice Kilmore směrem na historické město Ballina, kde ústí do zálivu Killala Atlantského oceánu.